# Kastellholmen

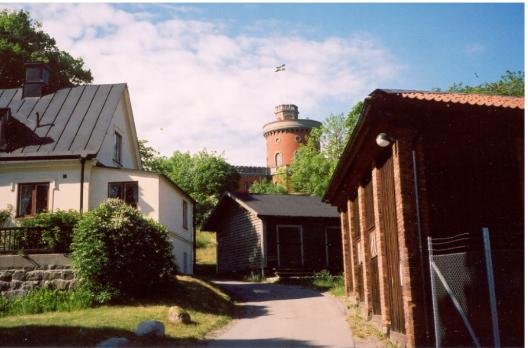
Kastellholmen

Kastellholmen egy sziget Stockholm központjában. A szomszédos Skeppsholmen szigettel a Kastellholmsbron híd köti össze. Területe 3,1 hektár.
A szigeten található a Kastellet nevű apró erődítmény, amelyet Fredrik Blom építész tervezett. A szigetet régen Notholmen, Lilla Beckholmen, illetve Skansholmen néven is ismerték. Az Ekoparken nevű „nemzeti városi park” részét képezi.

## Fordítás
- Ez a szócikk részben vagy egészben a Kastellholmen című angol Wikipédia-szócikk ezen változatának fordításán alapul.  Az eredeti cikk szerkesztőit annak laptörténete sorolja fel. Ez a jelzés csupán a megfogalmazás eredetét és a szerzői jogokat jelzi, nem szolgál a cikkben szereplő információk forrásmegjelöléseként.